# AJ Lee
Pour les articles homonymes, voir Lee et Mendez.
April Jeanette Mendez, née le 19 mars 1987, à Union City, dans le New Jersey, est une actrice et ancienne catcheuse américaine d'origine portoricaine connue pour son travail à la World Wrestling Entertainment sous le nom d'AJ Lee de 2009 à 2015.
Issue de scène indépendante américaine, elle a participé à la troisième saison de NXT où elle finit troisième derrière Naomi et la gagnante Kaitlyn. Elle a occupé le poste de manager générale de Raw de fin juillet à fin octobre 2012. Elle a remporté trois fois le titre majeur féminin de la WWE : le championnat des Divas.

## Jeunesse
April Jeanette Mendez est née et a grandi à Union City, New Jersey. Sa famille vivait tantôt dans des motels, tantôt chez des amis. Elle a été diplômée de la Memorial High School en 2005 et a ensuite suivi un cursus de cinéma et audiovisuel à la Tisch School of the Arts mais elle n'a pas pu continuer ses études pour des raisons financières. En parallèle elle a fréquenté une école de catch, divertissement dont elle est fan.

## Carrière

### Circuit indépendant (2008-2009)
Elle s'est entraînée à l'école de la American Championship Entertainment, une fédération de sa ville natale où elle fait ses débuts sous le nom de ring de Miss April le 26 janvier 2008 dans un match par équipe mixte avec Azrieal qu'ils ont remporté face à Alexa Thatcher et William Wyeth. Elle a peu de temps après des matchs pour le championnat féminin de cette fédération que Thatcher possède mais elle échoue à deux reprises. Elle y fait son dernier match le 10 mai face à Alexa Thatcher.
Le 10 octobre, elle débute à la Women Superstars Uncensored (WSU), une fédération exclusivement féminine. Le lendemain elle participe avec Malia Hosaka à un tournoi pour désigner les premières championnes par équipe, elles réussissent à se hisser en demi-finale avant de perdre face à Annie Social et Roxie Cotton qui sont devenus ce soir là les premières championnes par équipe de la WSU.
Le 7 février 2009, elle devient avec Brooke Carter championne par équipe de la WSU en lever de rideau d'un show coorganisé avec la National Wrestling Superstars (NWS). Les deux jeunes femmes défendent avec succès leur titre lors de WSU 2nd Anniversary Show face à Rick Cataldo et Roxie Cotton. Le 10 avril, elle participe à la J-Cup où elle atteint la demi-finale avant de perdre face à Rain. Le lendemain. elle participe à un tournoi organisé par la WSU et la NWS pour désigner les King & Queen Of The Ring 2009 qu'elle remporte avec Jay Lethal, qui est son entraîneur en plus d'être son petit ami à l'époque,. En mai, elle signe un contrat de développement avec la World Wrestling Entertainment et elle et Brooke Carter rendent leur titre de championne par équipe.

### World Wrestling Entertainment(2009-2015)

#### Florida Championship Wrestlinget NXT (2009-2010)

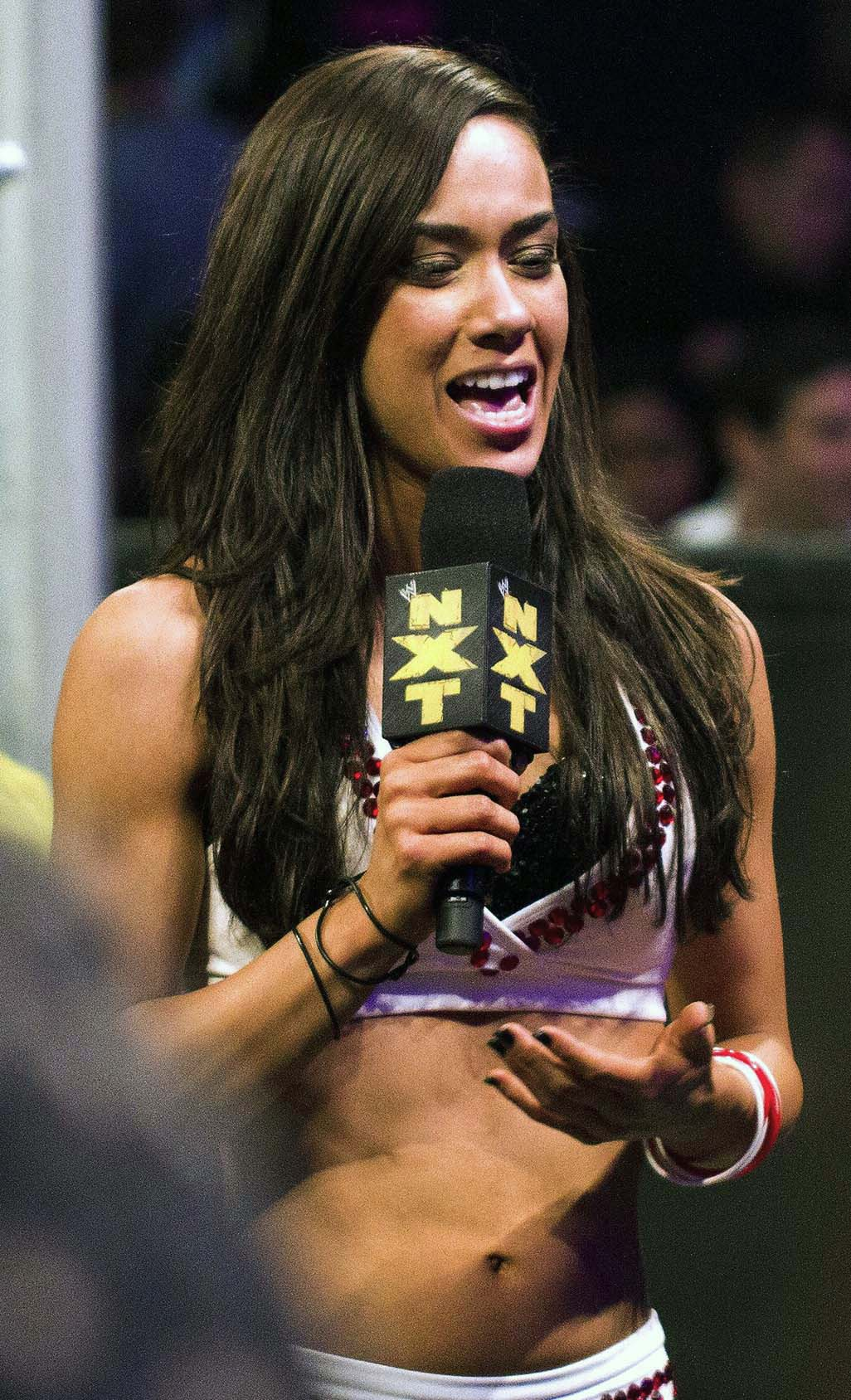
AJ lors de la saison 3 de NXT.

Elle signe le 5 mai 2009 avec la World Wrestling Entertainment (WWE), qui l'envoie dans son club-école, la Florida Championship Wrestling (FCW). Elle y fait ses débuts télévisé le 13 septembre sous le nom d'April Lee lors d'un Fatal Four Way match contre Serena Mancini, Alicia Fox et Tiffany.
Le 14 février 2010, elle bat Mancini et devient ainsi la troisième Queen of FCW. Le 18 novembre AJ perd son titre de Queen of FCW après sa défaite face à Rosa Mendes.
Cependant elle réussit à devenir championne des Divas de la FCW le 16 décembre 2010 après sa victoire face à Naomi Night et elle conserve son titre jusqu'au 7 avril 2011 où Aksana remporte le titre,.

#### Troisième saison de NXT (2010)
Le 31 août au cours de la dernière émission de la saison 2 de NXT, la WWE annonce officiellement la participation de AJ Lee (sous le simple nom d'AJ) à la troisième saison (exclusivement féminine), avec Primo comme pro. Elle terminera troisième de la saison derrière Kaitlyn (gagnante) et Naomi (deuxième).

#### Débuts et alliance avec Kaitlyn (2011-2012)
Le 27 mai 2011, AJ fait son premier match à SmackDown en faisant équipe avec Kaitlyn sous les yeux de Natalya, mais elles perdent face à Alicia Fox et Tamina.
Durant les mois suivants, elle luttera notamment en équipe avec Kaitlyn contre diverses divas dans différentes divisions.

#### Relations avec Daniel Bryan et Manager général deRaw(2012)

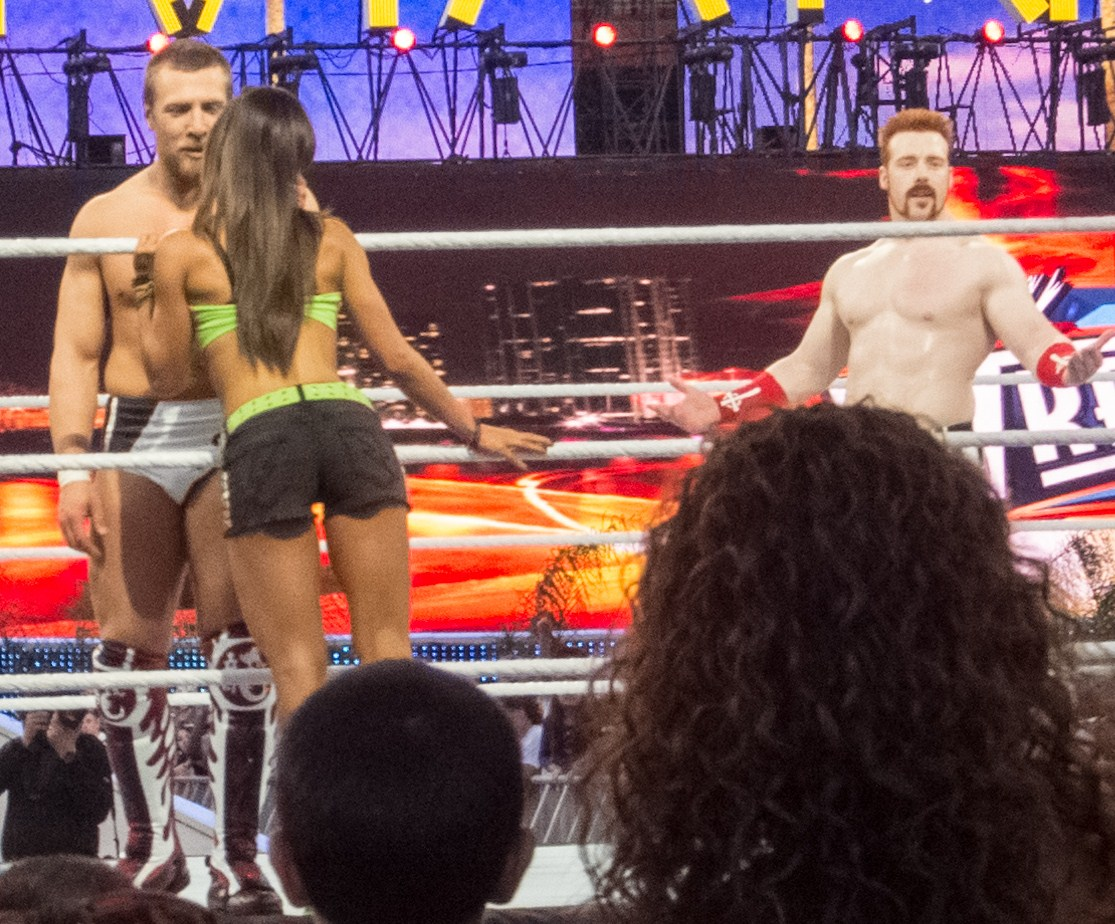
AJ embrassant Daniel Bryan à WrestleMania XXVIII.

Par la suite, elle a une relation amoureuse avec Daniel Bryan. Ce dernier l'a demandera même en mariage le 16 juillet 2012 à Raw, à laquelle elle répondra « Oui ».
La semaine suivante, elle précise ensuite que ce « oui » n'est pas pour son fiancé, mais pour une autre personne. C'est alors que Vince McMahon fait son entrée et annonce que ce « oui » lui est destiné car elle a accepté plus tôt dans la soirée d'être la nouvelle Manager Générale de Raw.
Le 22 octobre à Raw, elle annonce qu'elle démissionne de son poste de manager générale à la suite d'une réunion avec le conseil d'administration. Vince McMahon la remplace alors par Vickie Guerrero.

#### Alliance avec Dolph Ziggler et Big E Langston (2012-2013)

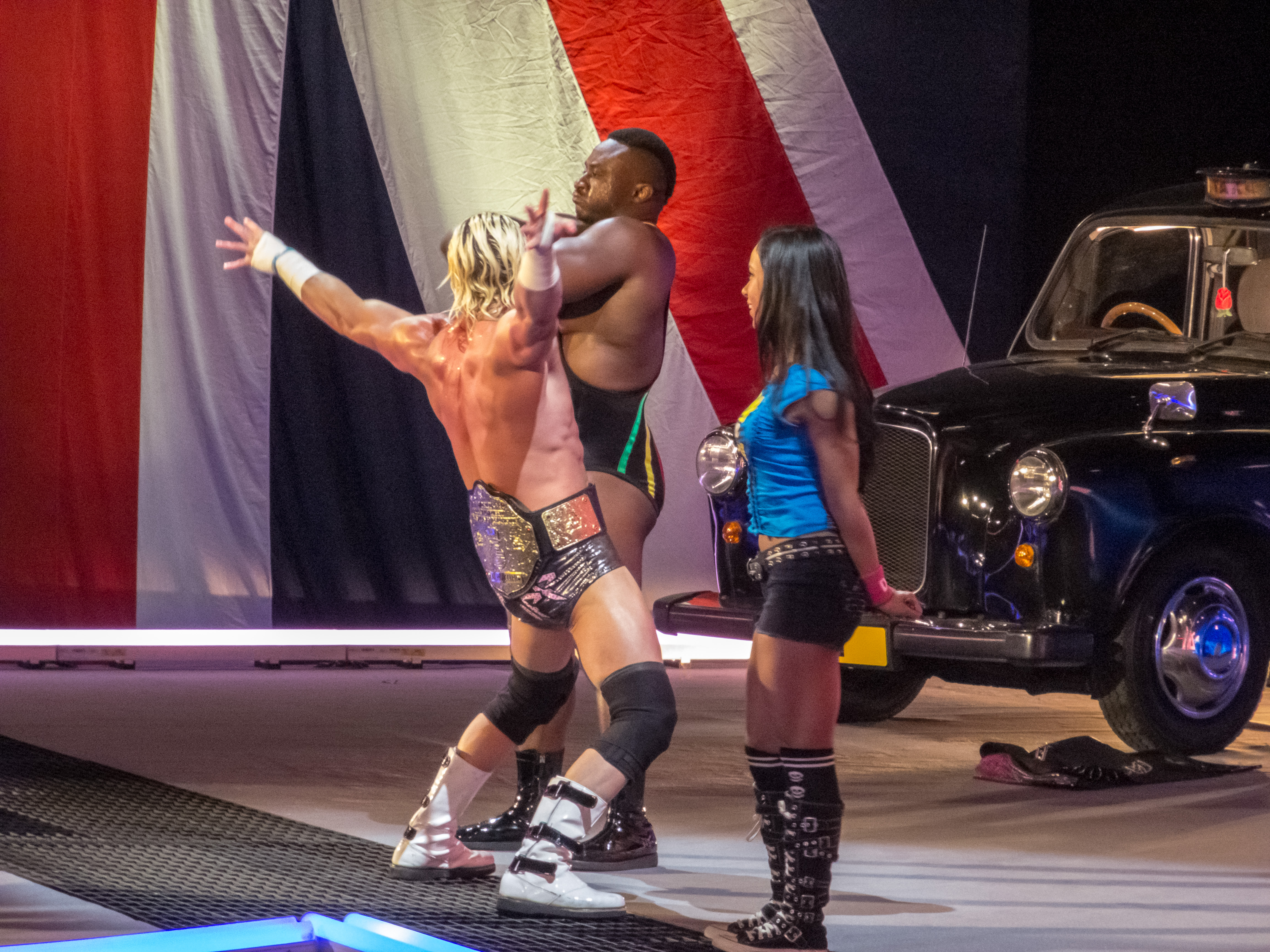
AJ Lee avec Dolph Ziggler et Big E Langston en 2013.

Elle effectue son retour sur les rings le 29 octobre à Raw, où elle perd face à Beth Phoenix.
Lors de TLC, elle intervient dans le combat d'échelles qui opposait John Cena à Dolph Ziggler pour la mallette de Money in the bank de Ziggler, mais au lieu d'aider Cena (avec qui elle a une relation amoureuse), elle fait basculer l'échelle où il se trouve, causant ainsi la victoire de Ziggler qui récupère sa mallette. Le lendemain, lors du Raw spécial Slammy Awards, elle confirme son Heel turn en embrassant Dolph Ziggler devant Vickie Guerrero.

#### Triple championne des Divas (2013-2015)

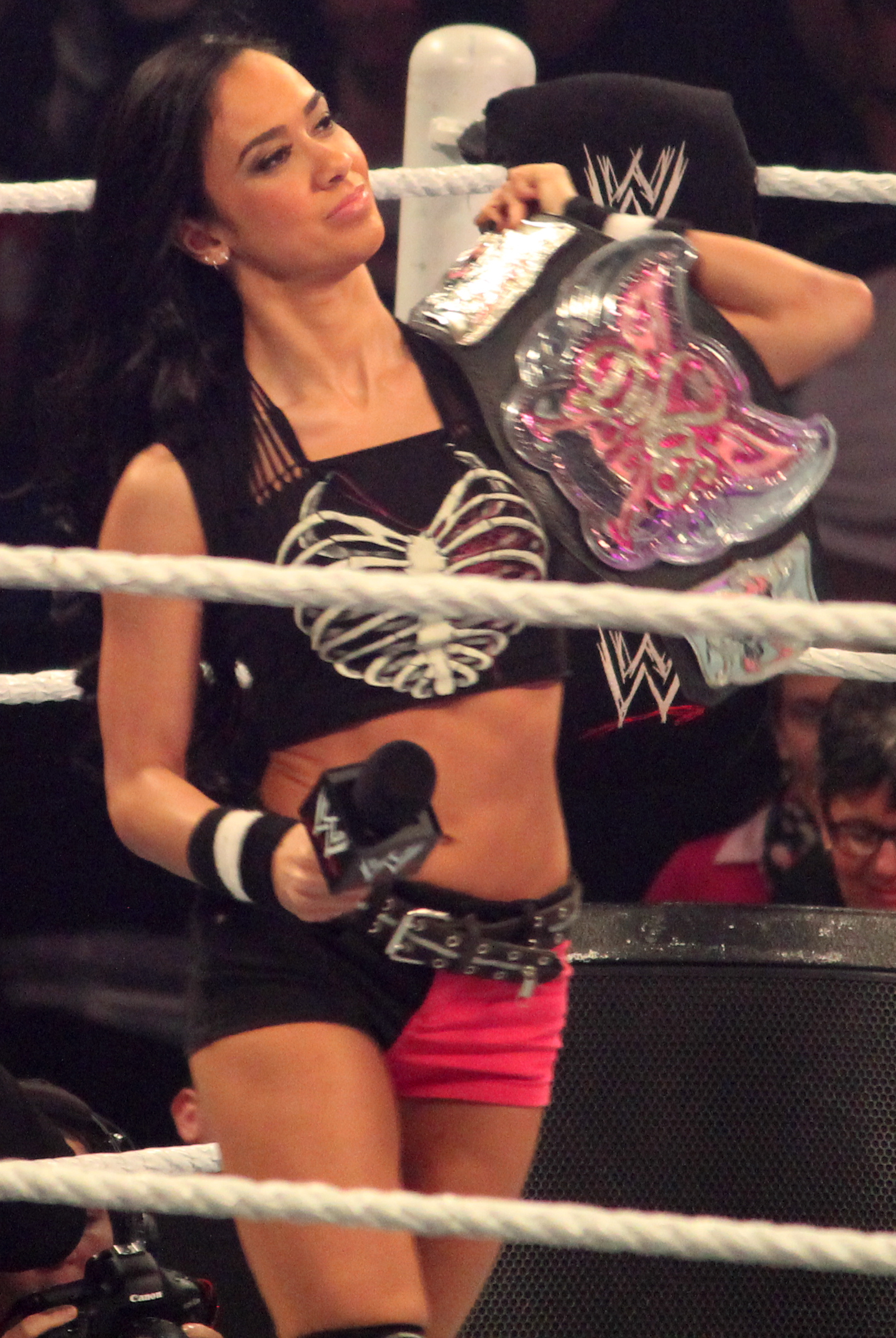
AJ Lee avec le WWE Divas Championship en 2014.

Le 16 juin à Payback, elle bat Kaitlyn et remporte son premier Divas Championship dans un match de près de 10 minutes considéré comme étant le meilleur match de divas depuis de nombreuses années. C'était d'ailleurs le premier match de Divas à figurer dans un pay-per-view depuis plusieurs mois.
Lors de Money In The Bank, elle conserve son titre face à Kaitlyn. Plus tard dans la soirée, elle intervient dans le match opposant Dolph Ziggler au Champion du monde poids-lourds Alberto Del Rio, et donne la victoire à ce dernier en causant la disqualification, après lui avoir donné un coup de ceinture.
Lors du Raw du 15 juillet, Dolph Ziggler met un terme à sa relation avec elle. Elle se venge de lui en lui faisant perdre son match face à Del Rio après l'avoir déconcentré. Lors de SummerSlam, elle perd avec Big E Langston contre Dolph Ziggler et Kaitlyn.
Lors de Night of Champions, elle conserve son titre face à Natalya, Naomi et Brie Bella. Le 27 septembre à SmackDown, elle arrive avec sa nouvelle protectrice, Tamina Snuka, puis elle gagne son match contre Cameron. Lors de Battleground, elle conserve son titre contre Brie Bella. Lors de Hell in a Cell, elle conserve son titre face à la même adversaire.
Lors des Survivor Series, elle perd dans le traditionnel combat par équipe à élimination, étant la dernière éliminée de son équipe. Lors de TLC, elle conserve son titre face à Natalya.
Le 23 février 2014 à l'Elimination Chamber, elle perd contre Cameron par disqualification à la suite de l'intervention de Tamina, mais conserve son titre.
À WrestleMania XXX, elle conserve son titre dans le Vickie Guerrero Divas Championship Invitational.
Le lendemain à Raw, elle perd son titre contre Paige. Elle décide par la suite de prendre du repos. Elle effectue son retour le 30 juin à Raw où elle remporte le Divas Championship pour la seconde fois en battant Paige.
Lors de Battleground, elle conserve son titre contre Paige. Lors de SummerSlam, elle perd face à la même adversaire, ne conservant pas son titre. Lors de Night of Champions, AJ Lee devient championne des Divas pour la troisième fois de sa carrière en battant Paige et Nikki Bella.
Lors de Hell in a Cell, elle conserve son titre contre Paige, avant de le perdre lors des Survivor Series face à Nikki Bella à la suite d'une distraction de Brie Bella. AJ Lee tente de récupérer le titre face à Nikki Bella à TLC, mais elle n'y parvient pas.

#### Alliance avec Paige et retraite (2015)

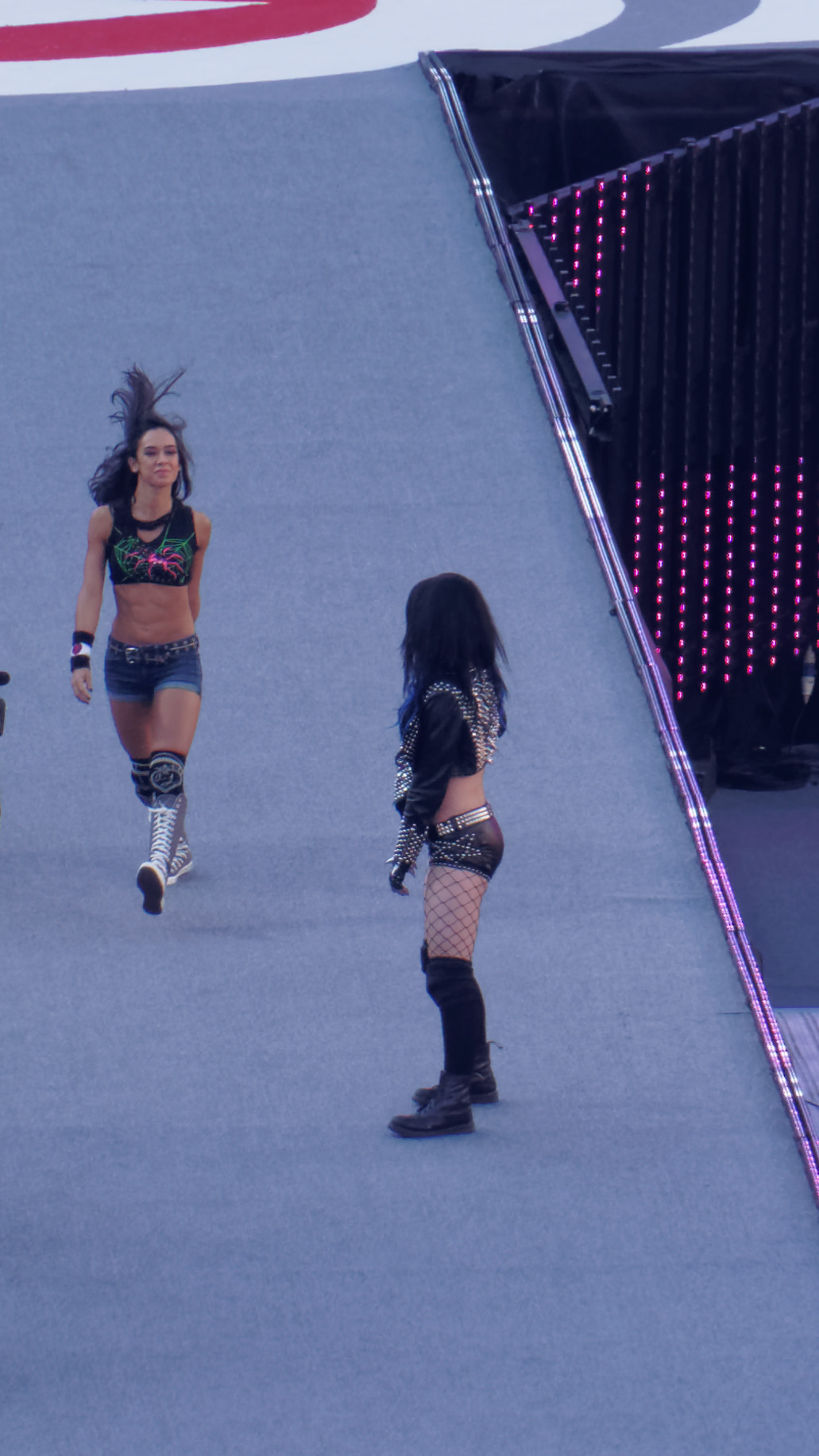
AJ Lee avec Paige à WrestleMania 31 en 2015.

AJ Lee effectue son retour à Raw dans l'épisode du 2 mars 2015 en sauvant Paige d'une attaque des Bella Twins. AJ et Paige se retrouvent donc alliées face aux jumelles. Lors de WrestleMania 31, AJ Lee et Paige battent les Bella Twins.
Le 3 avril 2015, la WWE annonce le départ d'AJ Lee, ainsi que sa retraite du catch.
En 2018, elle fut contactée par la WWE pour faire une apparition à Evolution (premier Pay-Per-View féminin), mais il n'y a eu aucune réponse favorable de sa part pour la compagnie.

### Women of Wrestling (2021-2023)
D'octobre 2021 à août 2023, elle a travaillé à la Women of Wrestling en tant que productrice et commentatrice,.

## Palmarès
- Women Superstars Uncensored
  - 1 fois championne par équipes de la WSU avec Malia Hosaka[48]
  - WSU/NWS 2009 King and Queen of the Ring (2009) - avec Jay Lethal[48]
- Florida Championship Wrestling
  - 1 fois championne des Divas de la FCW
  - 1 fois reine de la FCW (plus long règne)
- World Wrestling Entertainment :
  - 3 fois Divas Champion
  - Slammy Award 2012 de la Diva de l'année[49]
  - Slammy Award 2012 du baiser de l'année (avec John Cena)[49]
  - Slammy Award 2014 de la Diva de l'année[50]

## Classement des magazines
- Pro Wrestling Illustrated
  - PWI Woman of the Year en 2012, 2013 et 2014[51]
  - Top 50 Females

| Année | 2011 | 2012       | 2013 | 2014 |
| ----- | ---- | ---------- | ---- | ---- |
| Rang  | 49   | Non classé | 9    | 2    |

## Vie privée
- Elle s'est fiancée à Phillip Brooks alias CM Punk le 1er avril 2014[53] et ils se sont mariés le 14 juin 2014[54].
- Elle est la meilleure amie de l'ancienne lutteuse de la WWE, Celeste Bonin (plus connue sous le nom de Kaitlyn)[55].

## Filmographie
Sauf indication contraire, les informations mentionnées dans cette section peuvent être confirmées par la base de données cinématographiques IMDb,  présente dans la section « Liens externes ».

### Actrice
- 2014 : Scooby Doo et la Folie du catch de Brandon Vietti : Elle-même (voix)
- 2019 : Rabid de Jen Soska et Sylvia Soska : Kira

### Scénariste
- 2022 : Blade of the 47 Ronin de Ron Yuan

### Autre
Dans le film Une famille sur le ring (2019) de Stephen Merchant, Zelina Vega interprète AJ Lee.

## Publications
AJ a écrit sa biographie (sous le nom AJ Brooks) parue le 4 avril 2017 chez Crown Archetype  (ISBN 0451496663 et 978-0451496669), et dont le titre est Crazy Is My Superpower: How I Triumphed by Breaking Bones, Breaking Hearts, and Breaking the Rules, ce qui signifie : « La Folie Est Mon Super-Pouvoir: Comment J'ai Triomphé en Fracassant des Os, Brisant des Cœurs et Pulvérisant les Règles ».
L'ouvrage reçoit de très bonnes critiques et se classe 10e au classement du New York Times Bestsellers une semaine après sa sortie. Elle est régulièrement appelée à témoigner et échanger avec le public au sujet des troubles mentaux, après avoir révélé dans sa biographie qu'elle avait elle-même été diagnostiquée comme étant bipolaire.